# Thomasschule zu Leipzig
La Thomasschule zu Leipzig (Scuola San Tommaso di Lipsia) è un ginnasio pubblico di Lipsia.

## Storia
La scuola è stata fondata nel 1212 ed è una delle più antiche scuole tedesche. La Thomasschule contava, nel 2008, circa 640 allievi. Si tratta di un liceo con specializzazione in musica ed ha un coro di voci bianche di rinomanza mondiale, il Thomanerchor.
La scuola è gemellata con il Lycée Saint-Charles di Saint-Brieuc in Francia.
Nella scuola ha insegnato musica per 27 anni Johann Sebastian Bach. Vi si diplomò il 16 giugno 1830  Richard Wagner.